# Ясениця-Сівчинська

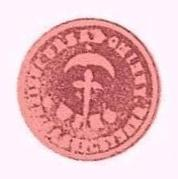
Печатка села Ясениця-Сівчинська в 1876–1918 роках

Ясениця-Сівчинська (пол. Jasienica Sufczyńska) — село в Польщі, у гміні Бірча Перемишльського повіту Підкарпатського воєводства.
Населення — 255 осіб (2011).

## Географія
Село розташоване на відстані 9 кілометрів на північ від центру гміни села Бірчі, 23 кілометри на захід від центру повіту міста Перемишля і 44 кілометри на південний схід від столиці воєводства — міста Ряшіва.

## Історія
В XI-XIII століттях на цих землях існувало Перемишльське руське князівство зі столицею в Перемишлі, яке входило до складу Галицького князівства, а пізніше Галицько-Волинського князівства.
Після захоплення цих земель Польщею територія в 1340–1772 роках входила до складу Перемишльської землі Руського воєводства Королівства Польського.
В 1772 році внаслідок першого поділу Польщі територія відійшла до імперії Габсбургів.
Село постало в другій половині XIX століття як населений пункт для робітників, котрі працювали на гуті в Сівчині. До майна тогочасного власника села графа Адальберта Дембінського (пол. Adalberta hr. Dembińskiego) належало 442 гектари лісу, а мешканцям села належали тільки 6 гектарів. Пісок, необхідний для виробництва скла на гуті, брали зі схилів гори Піскової (пол. Piaskowa).
Після розпаду Австро-Угорщини і утворення Другої Речі Посполитої це частково українське село Надсяння, як й інші етнічні українські території (Лемківщина, Підляшшя, Сокальщина, Равщина і Холмщина), опинилося по польському боці розмежування, що було закріплено в Ризькому мирному договорі 1921 року. Село входило до ґміни Бірча Добромильського повіту Львівського воєводства. На 1.01.1939 в селі було 400 жителів, з них 15 українців,  380 поляків, 5 євреїв
В 1930 році власником маєтку в Ясениці-Сівчинській був адвокат Леонард Тарнавський (пол. Leonard Tarnawski).
Після нападу 1 вересня 1939 року Третього Рейху на Польщу й початку Другої світової війни та вторгнення СРСР до Польщі 17 вересня 1939 року Ясениця-Сівчинська, що знаходиться на правому, східному березі Сяну, разом з іншими навколишніми селами відійшла до СРСР і ввійшла до складу Бірчанського району (районний центр — Бірча) утвореної 27 листопада 1939 року Дрогобицької області УРСР (обласний центр — місто Дрогобич).
З початком німецько-радянської війни село вже в перший тиждень було зайняте військами вермахту.
В кінці липня 1944 року село було зайняте Червоною Армією.
13 серпня розпочато мобілізацію українського населення Дрогобицької області до Червоної Армії (облвоєнком — підполковник Карличев).
В березні 1945 року Ясеницю-Сівчинську, як і весь Бірчанський район з районним центром Бірча, Ліськівський район з районним центром Лісько та західна частина Перемишльського району включно з містом Перемишль зі складу Дрогобицької області передано Польщі.
Москва підписала й 16 серпня 1945 року опублікувала офіційно договір з Польщею про встановлення лінії Керзона українсько-польським кордоном та, незважаючи на бажання українців залишитись на рідній землі, про передбачене «добровільне» виселення приблизно одного мільйона українців з «Закерзоння», тобто Підляшшя, Холмщини, Надсяння і Лемківщини.,
Розпочалося виселення українців з рідної землі. Проводячи депортацію, уряд Польщі, як і уряд СРСР, керувалися Угодою між цими державами, підписаною в Любліні 9 вересня 1944 року, але, незважаючи на текст угоди, в якому наголошувалось, що «Евакуації підлягають лише ті з перелічених (…) осіб, які виявили своє бажання евакуюватися і щодо прийняття яких є згода Уряду Української РСР і Польського Комітету Національного Визволення. Евакуація є добровільною і тому примус не може бути застосований ні прямо, ні посередньо. Бажання евакуйованих може бути висловлено як усно, так і подано на письмі.», виселення було примусовим і з застосуванням військових підрозділів.
Українське населення села, якому вдалося уникнути депортації до СРСР, попало в 1947 році під етнічну чистка під час проведення Операції «Вісла» і було виселено на ті території у західній та північній частині польської держави, що до 1945 належали Німеччині. З села Ясениця-Сівчинська виселено внаслідок Операції «Вісла» 73 особи.
У 1975-1998 роках село належало до Перемишльського воєводства.

## Демографія
Демографічна структура станом на 31 березня 2011 року:
|          | Загалом | Допрацездатний вік | Працездатний вік | Постпрацездатний вік |
| -------- | ------- | ------------------ | ---------------- | -------------------- |
| Чоловіки | 131     | 42                 | 75               | 14                   |
| Жінки    | 124     | 38                 | 57               | 29                   |
| Разом    | 255     | 80                 | 132              | 43                   |